# Need to Know (canción de Doja Cat)
«Need to Know» —en español: Necesito saberlo— es una canción grabada por la cantante y rapera estadounidense Doja Cat . Fue lanzado a través de Kemosabe y RCA Records el 11 de junio de 2021 como el primer sencillo promocional y el tercer sencillo comercial de su tercer álbum de estudio, Planet Her. La propia Doja Cat notó que en ese momento no era el "próximo single" del disco y, en cambio, fue lanzado en anticipación al próximo sencillo «más importante». La canción fue escrita por Doja Cat y Dr. Luke, este último también la produjo.
«Need to Know» es una canción de Trap-Pop impulsada por un ritmo pesado, con letras eróticas y seductoras transmitidas a través de versos de rap y canto. Comercialmente, la canción debutó dentro del top 40 de países como Nueva Zelanda e Irlanda, Top 20 en Canada, Reino Unido y Top 10 en Australia y Estados Unidos, en este último se convirtió en su cuarto hit entre los primeros diez puestos. Su video musical explora el ambiente de vida nocturna del ficticio «Planet Her» y presenta cameos de la artista musical canadiense Grimes y la actriz estadounidense Ryan Destiny.

## Antecedentes
El 9 de junio de 2021, Doja Cat anunció oficialmente el lanzamiento de «Need to Know» con un adelanto futurista para el video musical de la canción en sus cuentas de redes sociales, con la tenue melodía de la canción escuchada brevemente en el clip corto. Poco después de la publicación del teaser, Doja Cat señaló en un tuit que la canción "ni siquiera es el próximo single" y que era "solo un poco de mierda antes de que salga el próximo single más importante para que lo disfrutes". La canción fue lanzada oficialmente en todas las plataformas de transmisión el 11 de junio de 2021, y su correspondiente video musical se lanzó dieciséis horas después. Poco antes del lanzamiento de la canción, Doja Cat anunció oficialmente el lanzamiento del álbum principal Planet Her y reveló su lista de canciones y la carátula del álbum.

## Composición y letras
«Need to Know es una canción de trap-pop con elementos del rap melódico y el R&B Está impulsado por un ritmo de "trap vital" y tambores "agudos", sobre "un bajo contundente" y sintetizadores "atmosféricos". Doja Cat ofrece su "mezcla habitual de voces etéreas y raps melódicamente duros", así como voces de fondo "estridentes". Líricamente, explora su búsqueda de un nuevo interés amoroso o pareja sexual mientras trata de determinar si tienen un acuerdo y entendimiento mutuos.
La canción se consideró distinguible por su letra «obscena» en la que describe sus «payasadas en el dormitorio». Algunos críticos lo describieron como «seductor» y «fogoso», señalando que Doja Cat «enciende el calor" y «se lo lleva al dormitorio». Paris Close de iHeartRadio señaló que ella ofrece «una salva de versos eróticos sin parar, solo parando para recuperar el aliento en susurros suaves y sensuales y arrullos climáticos». Jon Blistein de Rolling Stone señaló que los versos de rap de Doja Cat «se inclinan hacia un remate deliciosamente espeluznante».

## Recepción de la crítica
Meaghan Garvey de Billboard señaló que el disco celebra la feminidad de Doja Cat y se deleita con su sentido del humor. Escribiendo para la misma revista, Jason Lipshutz señaló que la canción está "plagada de insinuaciones y demandas sexuales apenas veladas" y que «presenta una de las interpretaciones vocales más liberadas de Doja Cat: cantar, rapear, suplicar, canturrear, permaneciendo singular en su entrega y absolutamente intrépida en el micrófono». Regina Cho de Revolt elogió su provocación y la cohesión del tema Planet Her, espacio establecido en el sencillo principal «Kiss Me More».

## Video musical
Dirigido por el dúo Miles & AJ con el apoyo de su compañía de producción SixTwentySix Productions, el video musical tiene lugar en el entorno urbano futurista del ficticio «Planet Her» y sigue a una alienígena Doja Cat teñida de azul junto a un grupo de amigas alienígenas interpretadas por actrices Jazelle Straka-Braxton y Josephine Pearl Lee, que con cameos del músico canadiense Grimes y la actriz estadounidense Ryan Destiny. El video comienza con la cámara volando a través de un paisaje urbano futurista animado en 3D antes de decidirse por una toma escénica de Doja Cat jugando videojuegos en ropa interior mientras bebe y descansa con su grupo de amigos. La escena cambia al grupo dentro de un Uber volador "cápsula convertible autónoma". Llegan a un club subterráneo privado que alberga una variedad de cyborgs y alienígenas donde el grupo baila y toma tragos de alcohol ahumado similar al vapor. Ella comienza a coquetear con un hombre con el que comparte un baile antes de darle un baile erótico en una habitación privada. Hacia el final del video, regresan a la pista de baile antes de separarse fuera del club. Doja Cat susurra algo al oído del hombre que hace que sus ojos se iluminen, antes de que el video termine repentinamente, sugiriendo así un final abierto. Los escritores de Billboard plantearon la pregunta «¿Es un extraterrestre? ¿O es humano?», a lo que Doja Cat respondió indirectamente en Twitter que era un cyborg que finge ser humano.
Miles & AJ revelaron que Doja Cat y su equipo idearon el concepto del video y mantuvieron el control creativo. Refiriéndose a Grimes, The AV Club señaló que "dada la naturaleza futurista del video musical, solo tiene sentido traer a un artista que parece ser de otro planeta". Grimes reveló que aceptó participar en el video sin siquiera preguntar qué era de antemano, escribió que la filmación fue "increíblemente divertida". Doja Cat y sus directores utilizaron Blade Runner (1982) y The Fifth Element (1997) como puntos de referencia al crear el video musical. El decorado del video musical fue construido por el diseñador de producción Jonathan Chu, a diferencia del uso convencional de una pantalla verde. El equipo creativo de Doja Cat contrató a Melissa Stearn para hacer prótesis para el video, mientras que los animadores usaron Unreal Engine para renderizar la secuencia de introducción al paisaje urbano. Ana Díaz de Polygon comparó la personalidad alienígena de Doja Cat con Aayla Secura de la franquicia Star Wars.

## Posicionamiento en listas
| Listas (2021)                         | Mejor posición |
| ------------------------------------- | -------------- |
| Australia (ARIA)                      | 9              |
| Canadá (Canadian Hot 100)             | 16             |
| Estados Unidos (Billboard Hot 100)    | 8              |
| Global 200 (Billboard)                | 12             |
| Irlanda (IRMA)                        | 33             |
| Nueva Zelanda (Recorded Music NZ)     | 25             |
| Portugal (AFP)                        | 76             |
| Reino Unido (UK Singles Chart)        | 12             |
| Reino Unido (UK R&B Chart)            | 5              |
| Suecia Heatseeker (Sverigetopplistan) | 7              |